# Zwilżalność

Różne stopnie zwilżenia powierzchni kroplą

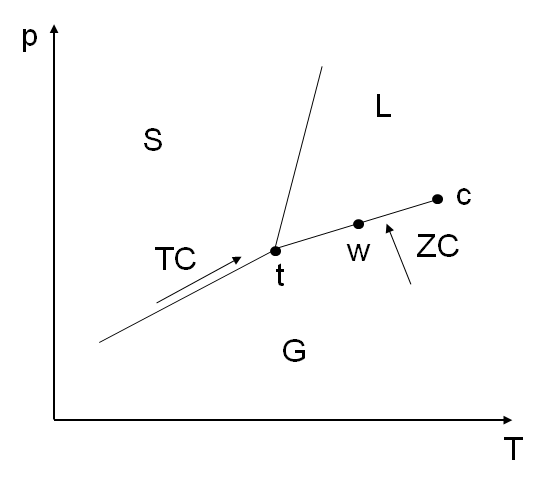
Schematyczne przedstawienie procesów zwilżania całkowitego i topnienia powierzchniowego

Zwilżalność – właściwość przedmiotów i substancji dotycząca ich oddziaływania z cieczami. Polega na pokrywaniu się makroskopową warstwą cieczy ścianek naczynia wypełnionego gazem, gdy ciecz pozostaje fazą niestabilną jako faza objętościowa.
Warstwa taka tworzy się na skutek oddziaływania ścianek preferujących kontakt z fazą ciekłą.
Jeżeli ciało jest zwilżalne wodą, to mówimy, że jest ono hydrofilowe. Przeciwieństwem tego zjawiska jest brak zwilżalności. Ciała niezwilżalne wodą nazywamy hydrofobowymi.
Na opisane zjawisko zwilżania lub niezwilżania ciała stałego wpływa wiele czynników. Do najważniejszych należy napięcie powierzchniowe cieczy, wzajemne oddziaływanie cząsteczek ciała stałego i cieczy, czy też temperatura. Na przykład szkło nie jest tak dobrze zwilżane przez wodę, jak przez rtęć. Z kolei parafina nie jest zwilżana przez wodę, natomiast dobrze rozpływa się po niej benzyna.

## Temperatura zwilżania
Jednym z czynników wpływających na zwilżalność jest temperatura. Zwilżanie całkowite zachodzi, gdy stan układu dąży do krzywej współistnienia ciecz-gaz, pozostając jednak po stronie obszaru stabilności fazy gazowej.
Temperatura zwilżania (Tw - temperatura zwilżania punktu w) to temperatura powyżej której grubość stale istniejącej na ściance mikroskopowej warstwy kwazicieczy dąży do grubości makroskopowej, przy współistnieniu faz gaz-ciecz. Poniżej tej temperatury, nawet przy współistnieniu faz gaz-ciecz, grubość warstwy pozostaje mikroskopowa.

## Zwilżanie a topnienie powierzchniowe
W przypadku topnienia powierzchniowego rolę ścianki pełni bezpośrednio faza stała, a nie niestabilna faza ciekła. W odróżnieniu od zwilżania, gdzie stan dąży do współistnienia faz gaz-ciecz, przy topnieniu powierzchniowym dąży on wzdłuż krzywej współistnienia gaz-ciało stałe od punktu potrójnego. Przy topnieniu, rola różnicy potencjałów chemicznych faz kwaziciekłej i gazowej odgrywa różnica temperatur.

## Front zwilżania
Powierzchnia rozdziału strefy nasyconej i nienasyconej w procesie infiltracji cieczy w materiale nazywana jest frontem zwilżania. Front zwilżania jest wielkością używaną np. w hydrologii.
W problematyce chłodniczej frontem określa się też powierzchnię rozdziału między chłodną częścią materiału opływanego przez czynnik chłodniczy a częścią gorącą, pokrytą przez towarzyszącą parę wodną (w przypadku chłodzenia wodnego).